# سیارک ۱۲۸۶۷
سیارک ۱۲۸۶۷ (به انگلیسی: 12867 Joeloic، نامگذاری:1998LK2) دوازده هزار و هشتصد و شصت و هفتمین سیارک کشف شده‌است که در ۱ ژوئن ۱۹۹۸ کشف شد.
قدر مطلق سیارک برابر ۲۱.۴ است.